# Oliver Bohm
Karl Oliver David Bohm, född 14 april 1992 i Karlstad, är en svensk ishockeyspelare som spelar för Västerås IK i Hockeyallsvenskan. 
Bohms moderklubb är Färjestad BK. Säsongen 2012/2013 tog han plats i Frölunda Indians ordinarie trupp i SHL. Oliver Bohm hade sedan säsongen 2010/2011 spelat för Frölundas J20 lag och gjort kortare inhopp i A-laget vid några enstaka matcher. Han har spelat 20 matcher Malmö Redhawks i SHL.